# Hilda Graef
Hildgunde Charlotte Graef (* 14. Februar 1907 in Berlin; † August 1970) war eine katholische Theologin und Schriftstellerin.

## Leben
Hilda Graef war die Tochter des Oberlehrers Dr. Harald Graef (1856–1917) und dessen Ehefrau Mietje Salomons (1879–1960). Beide Eltern waren evangelischer Konfession, die Mutter jedoch jüdischer Abstammung. Nach dem Abitur studierte sie von 1925 bis 1930 Anglistik und Germanistik an der Universität Berlin und arbeitete dann als Lehrerin an einer evangelischen Schule, bis sie wegen ihrer jüdischen Abstammung 1933 entlassen wurde. Von 1934 bis 1936 arbeitete sie als Haushälterin in Marburg. 1936 musste sie wegen der immer stärker werdenden Judenverfolgung nach England auswandern, wo sie als Grundschullehrerin arbeitete.
Nachdem sie von 1938 bis 1940 evangelische Theologie am King’s College London studiert hatte, konvertierte sie im März 1941 zum Katholizismus. Von 1941 bis 1954 arbeitete sie in der Redaktion des „Lexicon of Patristic Greek“ in Oxford und schrieb Artikel für die zweite Auflage des „Lexikon für Theologie und Kirche“. Daneben übersetzte sie Bücher von Karl Rahner, Hans Urs von Balthasar und anderen deutschsprachigen katholischen Theologen ins Englische.
Graef schrieb vorwiegend über Mystik und Mystiker und übersetzte viele theologische Werke aus dem Deutschen ins Englische. Bemerkenswert ist ihr Werk zur Geschichte der Mariologie und Marienverehrung mit dem Titel Maria. Eine Geschichte der Lehre und Verehrung, weil sie ähnliche Probleme und ungelöste Fragen der Mariologie erkannte wie der Innsbrucker Bischof Paulus Rusch, der kurze Zeit später seinen Aufsatz Mariologische Wertungen zu demselben Thema publizierte.

## Veröffentlichungen (Auswahl)
- Konnersreuth. Der Fall Therese Neumann, Einsiedeln 1953.
- Maria. Eine Geschichte der Lehre und Verehrung. Herder-Verlag, Freiburg i. Br. / Basel / Wien 1962
- Mystiker unserer Zeit. 10 moderne Mystiker der katholischen Kirche. Rex-Verlag, Luzern 1964.
- Edith Stein: Zeugnis des vernichteten Lebens. 5. Auflage, Freiburg im Breisgau 1979, ISBN 3-451-18856-2.

## Einzelbelege
1. ↑  StA Berlin IX, Geburtsurkunde Nr. 309/1907
2. ↑  Sterbeindex England & Wales 1960. In: Ancestry.de (kostenpflichtig). Abgerufen am 11. April 2021 (englisch).
3. ↑   Vgl. Paulus Rusch: Mariologische Wertungen, in: Zeitschrift für katholische Theologie 85 (2/1963), S. 129–161.

| Personendaten    | Personendaten                     |
| ---------------- | --------------------------------- |
| NAME             | Graef, Hilda                      |
| ALTERNATIVNAMEN  | Graef, Hilda Charlotte            |
| KURZBESCHREIBUNG | katholische Theologin und Autorin |
| GEBURTSDATUM     | 14. Februar 1907                  |
| GEBURTSORT       | Berlin                            |
| STERBEDATUM      | August 1970                       |